# Saskatoon
Saskatoon is de grootste stad in de Canadese provincie Saskatchewan. De stad telt zo'n 266.141 inwoners en is gelegen aan de rivier de South Saskatchewan.
Saskatoon is een belangrijk centrum voor de distributie van Saskatchewans landbouwoogst, vooral granen. Het is tevens een belangrijk mijnbouwcentrum. Saskatoon wordt wel The City of Bridges genoemd vanwege de 7 bruggen die de stad rijk is. Het internationale vliegveld van Saskatoon is vernoemd naar de voormalige minister-president van Canada John Diefenbaker.

## Geschiedenis
De eerste nederzettingen in wat later Saskatoon zou worden werden in 1883 gesticht en 23 jaar later werd het officieel een stad. De naam van de stad is afgeleid van het Creewoord mis-sask-quah-toomina wat de naam voor een lokaal voorkomende vrucht is.

## Geografie en klimaat
Saskatoon beslaat een oppervlakte van 144 km² en ligt op een hoogte van 481 meter boven zeeniveau. De stad kent een gevarieerd klimaat met hete zomers en koude winters. In totaal kent Saskatoon ongeveer 2381 uur zonneschijn per jaar, een van de hoogste waardes van Canada.

## Sport
Saskatoon was tot op heden zesmaal gaststad voor de eindfase van de Challenge Trophy, de Canadese voetbalbeker voor provinciekampioenen. Het betreft de edities van 1982, 1988, 1991, 2000, 2009 en 2018.

## Stedenbanden
- Kabul (Afghanistan)
- Keulen (Duitsland)
- Shijiazhuang (China)
- Tampere (Finland)
- Umeå (Zweden)

## Geboren
- Stu Hart (1915-2003), professioneel worstelaar, oprichter en trainer
- Allen Heath (1918-1981), autocoureur
- Roddy Piper (1954-2015), filmacteur en professioneel worstelaar
- Dafydd Williams (1954), ruimtevaarder
- Kim Coates (1958), acteur
- Tyler Mane (1966), acteur en professioneel worstelaar
- Catriona LeMay-Doan (1970), schaatsster
- Jake Wetzel (1976), Amerikaans-Canadees roeier
- Brianne Theisen-Eaton (1988), atlete